# شركة زي للموسيقى
شركة زي للموسيقى (بالإنجليزية: Zee Music Co.) هي شركة موسيقى هندية، وهي تابعة لشركة زي للمشاريع الترفيهية. وتمارس الشركة أنشطتها التجارية بشكل رئيسي من نيودلهي. لقد استحوذت الشركة على حصة كبيرة من سوق موسيقى بوليوود في فترة قصيرة من الزمن.

## تاريخ

كانت شركة زي للمشاريع الترفيهية قد دخلت في البداية في مجال توزيع الموسيقى مع شركة زي ريكوردز. كان فيلمها الأول جادار: إيك بريم كاتا. وفي وقت لاحق، تأسست شركة زي ريكوردز هوم فيديو. أثناء إطلاق الشركة في عام 2014، قال بونيت جوينكا، الرئيس التنفيذي والعضو المنتدب لشركة ماهيز ميوزيك، الشركة الأم لشركة زي ميوزيك: "صناعة الموسيقى هي مجال لعب كبير وهناك مجال لاستكشاف الفرصة في هذا السوق. كما برزت التكنولوجيا كمحول رئيسي لصناعة الموسيقى والإيرادات الرقمية تدفع النمو في السوق. نظرًا لأننا شركة محتوى، فمن الضروري امتلاك الملكية الفكرية لأن المحتوى هو الملك".
ومنذ ذلك الحين، دخلت في منافسة شرسة ضد تي سيريز بدأت الرحلة مع هاوا هاواي ومنذ ذلك الحين، امتدت إلى العديد من الإصدارات المعاد إنتاجها والإصدارات الصوتية لأغانيها الخاصة. تتضمن بعض صفقات حقوق الموسيقى الأكثر نجاحًا تلك التي أبرمتها مع فوكس ستار ستوديوز ويو تي في سوفتوير كومونكيشنز وبالاجي موشن بيكشرز وإكسيل أنترتينمنت وفياكوم 18 موشن بيكشرز وسانجاي ليلا بهنسالي.
في عام 2018، قررت شركة زي للموسيقى وشركة الموسيقى الأخرى سوني ميوزيك الهند إجراء مفاوضات بشأن دمج الشركات تحت اسم شركة زي للموسيقى. سيقومون بالاستحواذ على نصف حقوق الموسيقى التصويرية للأفلام التي تنتجها شركة دارما للإنتاج وغيرها من الاستوديوهات.
في عام 2022، أنهت شركة زي للموسيقى عقد الترخيص مع خدمة البث الموسيقي غانا، مما جعل الألبومات المتأثرة غير متاحة للبث. في 21 مارس 2023، تمت إزالة جميع الألبومات التي وزعتها شركة زي للموسيقى من سبوتيفاي بعد فشل المفاوضات بشأن تجديد اتفاقيات الترخيص الخاصة بها.

## الجدل
زعم سونو نيجام أنه تم حظره من قبل شبكة زي بعد أن كتب تغريدة لدعم السياسي كومار فيشواس.